# Elecciones municipales de 2019 en Loeches
Las elecciones municipales de 2019 se celebraron en Loeches el domingo 26 de mayo, de acuerdo con el Real Decreto de convocatoria de elecciones locales en España dispuesto el 1 de abril de 2019 y publicado en el Boletín Oficial del Estado el 2 de abril. Se eligieron los 13 concejales del pleno del Loeches, a través de un sistema proporcional (método d'Hondt), con listas cerradas y un umbral electoral del 5 %.

## Resultados
Tras los comicios, el Partido Popular se alzó como el vencedor con 4 escaños, uno menos en la anterior legislatura; el PSOE se mantuvo con cuatro escaños mientras que la coalición de izquierdas Juntos por Loeches consiguió dos escaños, uno menos que en la anterior legislatura; por su parte Izquierda Unida mantuvo su único escaño en el consistorio. A su vez, Cs y Vox consiguieron irrumpir en el hemiciclo con un escaño cada uno.
Los resultados completos se detallan a continuación:
| Candidatura     | Candidatura                              | Candidato                   | Votos | %                              | Escaños                        |
| --------------- | ---------------------------------------- | --------------------------- | ----- | ------------------------------ | ------------------------------ |
|                 | Partido Popular (PP)                     | Antonio Notario López       | 1263  | 30,67                          | 4                              |
|                 | Partido Socialista Obrero Español (PSOE) | Fernando Díaz Sánchez       | 1220  | 29,63                          | 4                              |
|                 | Juntos por Loeches (JXL)                 | Miguel Ángel Morales Romero | 563   | 13,67                          | 2                              |
|                 | Ciudadanos-Partido de la Ciudadanía (Cs) | Rocío Rodrigo de Mingo      | 443   | 10,76                          | 1                              |
|                 | Vox                                      | Fernando Martínez Peromingo | 314   | 7,63                           | 1                              |
|                 | Izquierda Unida-Madrid en Pie            | Emilia de la Torre Sánchez  | 289   | 7,02                           | 1                              |
| Votos en blanco | Votos en blanco                          | Votos en blanco             | 26    | 0,63                           | n/a                            |
| Votos válidos   | Votos válidos                            | Votos válidos               | 4092  | 100,00                         | 13                             |
| Votos nulos     | Votos nulos                              | Votos nulos                 | 35    | Participación: \| \| 68,4 % \| | Participación: \| \| 68,4 % \| |
| Votantes        | Votantes                                 | Votantes                    | 4153  | Participación: \| \| 68,4 % \| | Participación: \| \| 68,4 % \| |
| Electores       | Electores                                | Electores                   | 6072  | Participación: \| \| 68,4 % \| | Participación: \| \| 68,4 % \| |
|                 | 68,4 %                                   |                             |       |                                |                                |

## Concejales electos
Relación de concejales electos:
| N.º | Nombre                                | Lista | Lista |
| --- | ------------------------------------- | ----- | ----- |
| 1   | Antonio Notario López                 |       | PP    |
| 2   | Fernando Díaz Sánchez                 |       | PSOE  |
| 3   | Antonio Theodori Andrés               |       | PP    |
| 4   | Natalia Alonso Ruiz de Martín Esteban |       | PSOE  |
| 5   | Miguel Ángel Morales Romero           |       | JXL   |
| 6   | Rocío Rodrigo de Mingo                |       | Cs    |
| 7   | Isabel Vega de la Vara                |       | PP    |
| 8   | Miguel Ángel Roldán Arrazola          |       | PSOE  |
| 9   | David López Perdiguero                |       | PP    |
| 10  | Fernando Martínez Peromingo           |       | VOX   |
| 11  | Laura Martínez Díaz                   |       | PSOE  |
| 12  | Emilia de la Torre Sánchez            |       | IU    |
| 13  | María Esther García Dávila            |       | JXL   |